# Скороходово (Вологодская область)
Скороходово — деревня в Великоустюгском районе Вологодской области.
Входит в состав Усть-Алексеевского сельского поселения, с точки зрения административно-территориального деления — в Усть-Алексеевский сельсовет.
Расстояние по автодороге до районного центра Великого Устюга — 57 км, до центра муниципального образования Усть-Алексеево — 5 км. Ближайшие населённые пункты — Биричево, Дресвище, Белозерово.
По данным переписи в 2002 году постоянного населения не было.